# فولفغانغ فاغنر
فولفغانغ فاغنر (بالألمانية: Wolfgang Wagner)‏ (و. 1919 – 2010 م) هو رائد أعمال، ومخرج مسرحي، وملحن، وكاتب، وموزع، من ألمانيا، ولد في بايرويت، توفي في بايرويت، عن عمر يناهز 91 عاماً.

## جوائز
حصل على جوائز منها:
- النيشان البافاري الماكسيميلياني للعلوم والفن (1984)
- الصليب الأكبر من وسام استحقاق جمهورية ألمانيا الاتحادية
- الميدالية الدستورية البافارية الذهبية ‏
- وسام الاستحقاق البافاري
- قائد الفنون والآداب.

## وصلات خارجية
- فولفغانغ فاغنر على موقع IMDb (الإنجليزية)
- فولفغانغ فاغنر على موقع مونزينجر (الألمانية)
- فولفغانغ فاغنر على موقع ألو سيني (الفرنسية)
- فولفغانغ فاغنر على موقع ميوزك برينز (الإنجليزية)
- فولفغانغ فاغنر على موقع أول موفي (الإنجليزية)
- فولفغانغ فاغنر على موقع ديسكوغز (الإنجليزية)
- فولفغانغ فاغنر على موقع كينوبويسك (الروسية)